# Timbres de France 1873
Cet article recense les timbres de France émis en 1873 par l'administration des Postes.

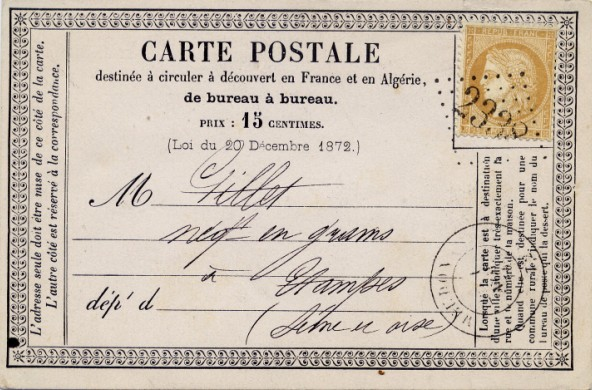
Exemple de carte postale officielle vendue par la poste à partir de 1873

## Légende
Pour chaque timbre, le texte rapporte les informations suivantes :
- date d'émission, valeur faciale et description,
- formes de vente,
- artistes concepteurs et genèse du projet,
- date de retrait, tirage et chiffres de vente,

ainsi que les informations utiles pour une émission donnée.

## Janvier

### Les cartes postales officielles
Le 15 janvier 1873 les cartes postales officielles font leur apparition. Elles sont en vente dans les bureaux de poste munies de timbres d'affranchissement, et plus précidément : 10 centimes pour une distribution dans le bureau de départ ; 15 centimes pour un autre bureau.
Ces cartes constituent les véritables précurseurs des cartes postales et des entiers postaux français, et elles font suite aux « cartes-poste » créées en 1870 durant le siège de Paris.

### Sources
- Catalogue de cotations des timbres de France, édition Dallay, 2005-2006.